# Lassana Palenfo
Pour les articles homonymes, voir Palenfo.
L'intendant général Lassana Palenfo, né le 25 janvier 1941 en Côte d'Ivoire est un général d'armée ivoirien qui cumule aujourd'hui plusieurs fonctions dans diverses organisations sportives internationales. Il est entre autres président de l'Association des comités nationaux olympiques d'Afrique  (ACNOA) de 2005 à 2018, membre du Comité international olympique (CIO) depuis 2000, président du Comité national olympique ivoirien depuis 1999, président de l'Union africaine de judo depuis 1990 ou encore vice-président de la Fédération internationale de judo depuis 1990.

## Biographie
Né en janvier 1941 en Côte d'Ivoire, Lassana Palenfo est très vite amené à quitter son pays pour effectuer ses études en France.
Il devient donc diplômé de plusieurs écoles à Paris dont l'École supérieure de l'intendance, le Collège libre des sciences sociales ou encore l'Institut de préparation à l'administration et à la gestion.
Il décide ensuite de suivre des cursus militaires en passant notamment par l'École militaire interarmes (appartenant aux Écoles de Saint-Cyr Coëtquidan) et par l'École de l'infanterie à Saint-Maixent.
À la suite de ces études, Lassana Palenfo entame deux carrières en parallèle : une dans la politique militaire et une seconde dans l'administration sportive.
En juillet 2013, lors de l'Assemblée Générale élective de l'Association des comités nationaux olympiques d'Afrique, il est réélu pour effectuer un 3e mandat de rang à la tête de l'ACNOA.
Au cours de sa vie, il a pratiqué plusieurs sports, notamment la natation, le judo (ceinture noire, 4e dan) et le football (championnats scolaires et universitaires en cadet, junior et senior).

## Carrière politique et militaire
- Directeur adjoint des Affaires administratives et législatives militaires au ministère de la Défense (de 1964 à 1967)
- Directeur adjoint (de 1969 à 1971), puis directeur (de 1971 à 1977) de l’Intendance
- Directeur des Affaires financières et des programmes au ministère de la Défense (de 1977 à 1982)
- Inspecteur des armées (1982 à 1983)
- Directeur des Logements et Bâtiments administratifs (de 1983 à 1991)
- Ministre de la Sécurité (de 1991 à 1993)
- Ministre d’État chargé de la sécurité (en 2000)

## Carrière dans l'administration sportive
- Membre (en 1966) puis président (de 1972 à 1991) de la Fédération ivoirienne de judo et disciplines associées
- Membre de la SOA (judo-boxe-football) (de 1966 à 1983)
- Vice-président (de 1974 à 1978), trésorier (de 1982 à 1990), puis président (depuis 1990) de l’Union africaine de judo
- Vice-président de la Fédération internationale de judo (depuis 1990)
- Vice-président (de 1990 à 1999), puis président (depuis 1999) du Comité national olympique ivoirien
- Président de la commission «développement et Jeux» de l’Association des comités nationaux olympiques d'Afrique (depuis 2002)
- Président de l’Association des comités nationaux olympiques d'Afrique (de 2005 à 2018)
- Président de l'Union africaine de judo (de 1990 à 2016)[3]

## Parcours au sein duComité international olympique
- Membre du Comité international olympique en tant que président d’un Comité national olympique de 2000 à 2012
- Membre honoraire du Comité international olympique depuis 2012
- Membre des commissions suivantes : femme et sport (depuis 2002), Solidarité Olympique (depuis 2006) et relations internationales (depuis 2008)

## Membre des associations suivantes
- Membre délégué de la Croix-Rouge (depuis 1969)
- Membre de la grande commission mixte Sénégal-Libéria-Centrafrique-Roumanie-Ghana/Allemagne-Belgique (Conférence d’Istanbul) (entre 1970 et 1980)
- Membre de la grande commission des marchés de l’État (entre 1977 et 1991)

## Décorations
Il a été décoré de l'ordre olympique en argent en 2012.